# Musée régional des beaux-arts de Rostov

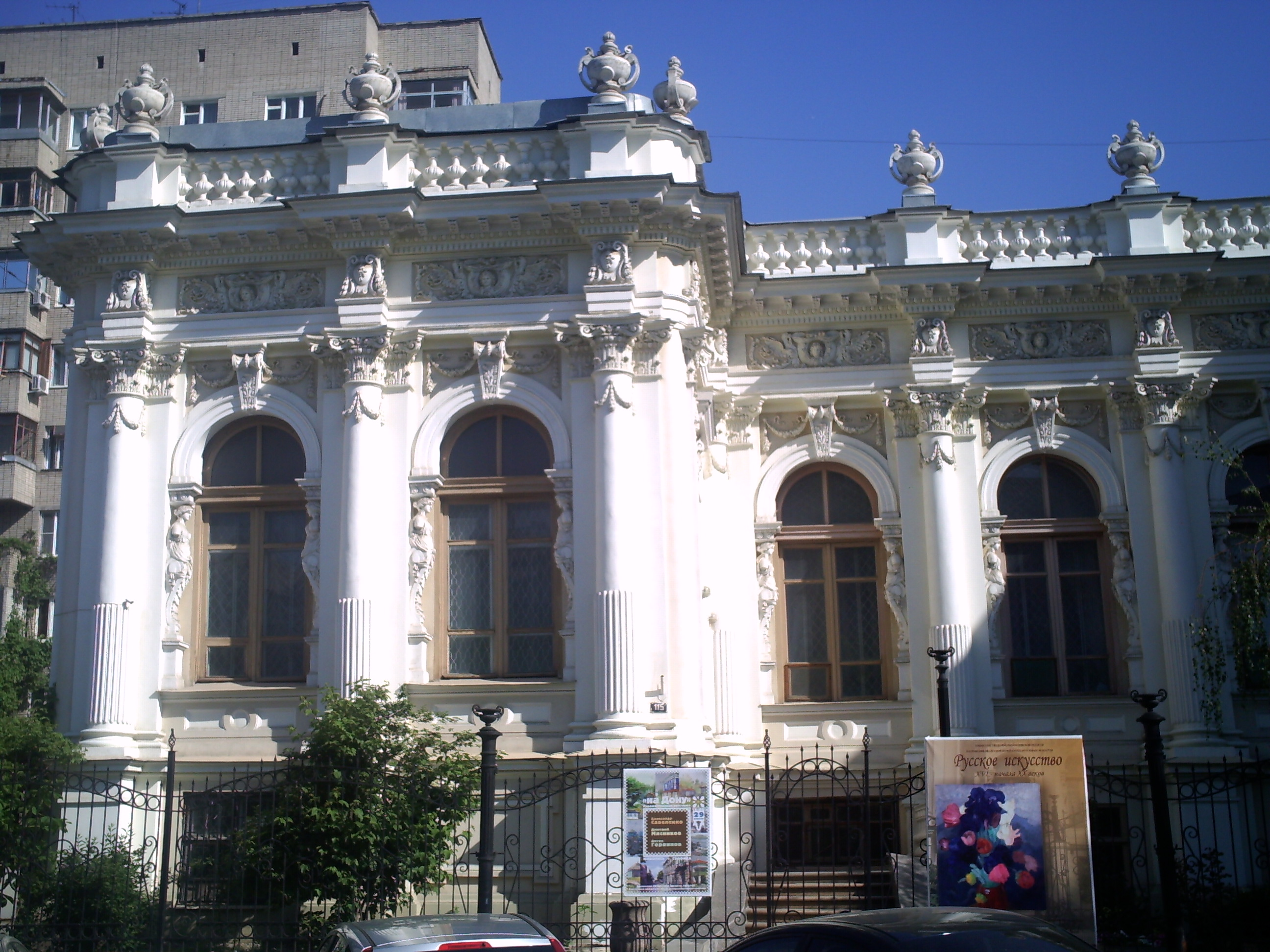
Façade du musée

Le Musée régional des beaux-arts de Rostov (Ростовский областной музей изобразительных искусств) est un musée de la ville de Rostov-sur-le-Don en Russie fondé en 1938 et installé à son emplacement actuel en 1959.

## Architecture
Le Musée régional des Beaux-Arts se trouve dans l'un des plus beaux bâtiments de la ville, au 115 de la rue Pouchkinskaïa. L'hôtel particulier a été érigé par N.A. Dorochenko à la fin du XIXe siècle. Cet architecte a réalisé plusieurs commandes pour des négociants et des fabricants aisés rostovites en créant des maisons et des hôtels particuliers qui se caractérisaient par un style recherché et éclectique. L'histoire n'a pas gardé de détails importants sur le premier propriétaire de cet hôtel particulier, un certain Dombrovski. Par contre, on sait qu'en 1898 cette résidence appartenait à la direction des chemins de fer de Vladikavkaz. Celle-ci, voulant trancher un long litige de l'aliénation d'un territoire pour la construction des chemins de fer et qui risquait, en cas d'échec, de causer de grands dommages, a promis à un avocat qui gagnerait le procès d'offrir en récompense cet hôtel particulier avec un petit jardin. Un tel juriste ne s'est pas fait attendre. C'était Apollon Pétrov qui, le procès gagné avec un grand succès, a reçu le poste de jurisconsulte de la Direction et a obtenu la maison promise où il a aussitôt emménagé avec toute sa famille. Dès 1913, la propriétaire officielle était sa femme Sophie. Après la Révolution de 1917, les Pétrov ont quitté Rostov, puis ont émigré en France.
L'architecture de l'édifice est un mélange de différents styles académiques.
De hautes fenêtres semi-circulaires de l'étage principal confèrent de la solennité à la façade asymétrique. De nombreuses moulures baroques et classiques se distinguent par la finesse de leurs formes. La balustrade ornée de vases achève cet ensemble architectural.
L'intérieur du bâtiment équivaut les façades pour sa beauté. Dans le vestibule, les hôtes admiraient l'escalier de marbre, les murs ornés de pilastres corinthiens et le plafond agrémenté de moulures. Les salles, les salons gardent toujours leurs plafonds moulés, le parquet de chêne et les portes pyrogravées.

## Histoire
Dès le début des années 1920, l'hôtel particulier perd son statut de demeure individuelle et devient un bâtiment public. Il survit à toute une file de locataires. L'état-major de la Première armée Konnaïa y est d'abord cantonné pendant quelques jours, puis une « commune d'enfants » (c'est-à-dire une garderie et maison de colonie éducative) lui a succédé. Plusieurs établissements y ont ensuite siégé : la Maison des travailleurs de l'éducation, le syndicat des mineurs, dans les années 1930 - la société de la culture physique Spartak, etc. Dans l'après-guerre, rien n'a changé sauf l'apparition du bureau régional de l'architecture et de la construction. C'est à cette époque-ci, où l'on a construit une mansarde, aménagé l'escalier intérieur en béton, défait la terrasse dans la cour, la fontaine de marbre, découpé le reste des arbres du jardin.
En 1959, le musée des Beaux-arts a été installé dans cet hôtel particulier. Le directeur a insisté sur la nécessité de badigeonner des peintures multicolores des plafonds, car ils dissipaient l'attention des visiteurs des tableaux exposés. Les deuxièmes locaux du Musée y a emménagé après avoir quitté l'église grecque dans la petite rue Universitetskaïa.
L'histoire de la création du musée est étroitement liée avec la vie artistique de la région du Don à la limite des siècles. La société des Beaux-Arts rostovo-nakhitchévagnoise et l'atelier artisanal de Popov, jouissant de la popularité en Russie et à l'étranger, ont inspiré les premières expositions. Les collectionneurs de Rostov ont enrichi leurs galeries par les œuvres de Répine, Polenov, Koustodiev, Korovine, Chichkine, A.Vasnetsov, Martiros Sarian, etc. exposées régulièrement au printemps. Après la Révolution, ces collections-là ont servi de base au Musée régional des arts et des antiquités du Don, inauguré le 1er mai 1920. L'initiative de la création du musée appartenait aux peintres M. Saryan et A. Siline et à la femme de lettres M. Chaguignan qui sont devenus de zélés propagandistes de son développement. Dès les années 1920, le musée a subi plusieurs réorganisations, à l'issue desquelles, en 1938, il a acquis le statut de musée des Beaux-arts. Cette année-là est considérée donc comme la date de sa création.
Lors de la Seconde Guerre mondiale, les fonds du musée ont été transportés à Piatigorsk où ils ont été pillés pendant l'occupation allemande. Une parcelle de cette collection est revenue à Rostov.
Après la guerre, en 1946, le musée a été rouvert au large public. Les musées centraux du pays, tels que l'Ermitage ou la galerie Tretiakov, ont beaucoup contribué à l'enrichissement des fonds du musée de Rostov. Pour jeter les bases de la collection de peinture moderne, les peintres locaux ont offert toutes leurs œuvres de l'exposition 1946 au Musée. Actuellement ces collections comptent plus de six mille œuvres de peinture, graphique, sculpture, des arts appliqués et théâtro-décoratifs. Chaque année, à la suite du travail de recherche scientifique, les fonds du musée acquièrent de nouvelles œuvres des artistes éminents du passé et d'aujourd'hui.

## Collections

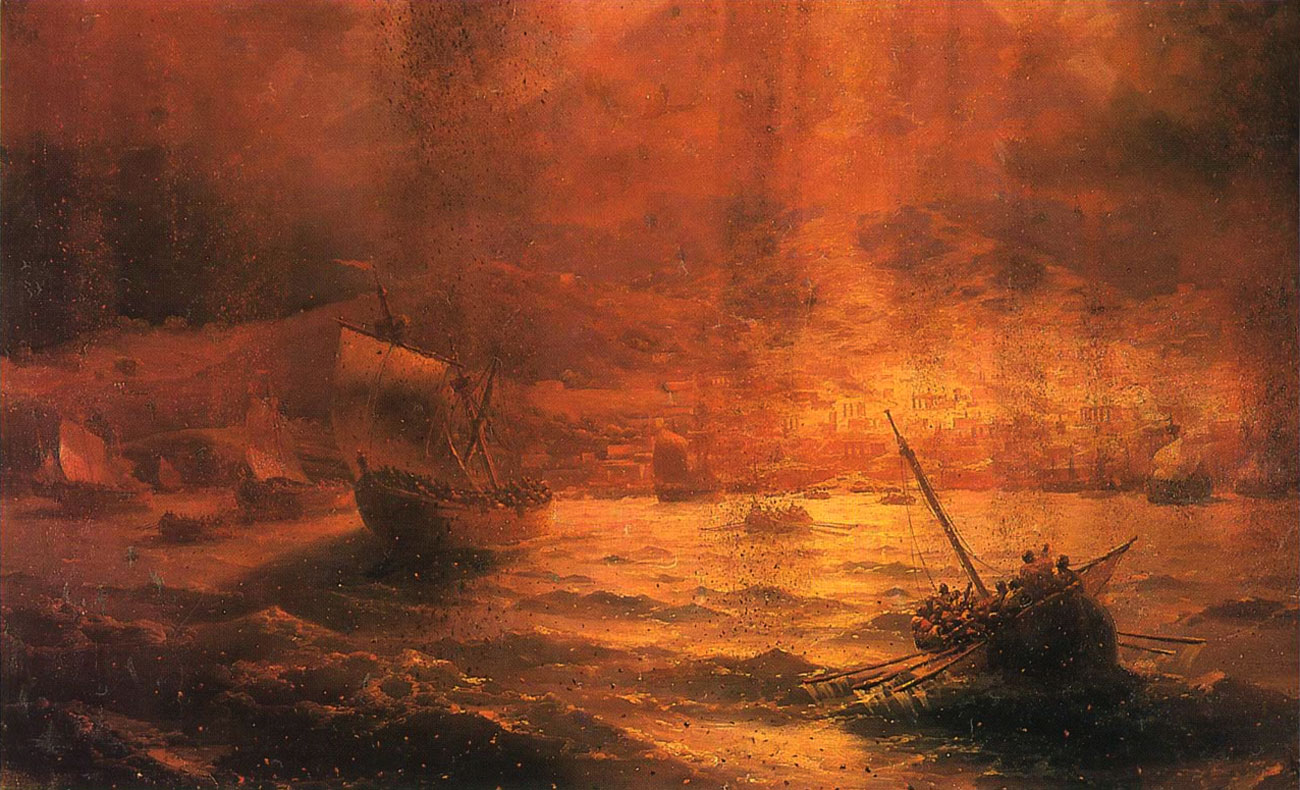
La Destruction de Pompéi (1889), Ivan Aïvazovski

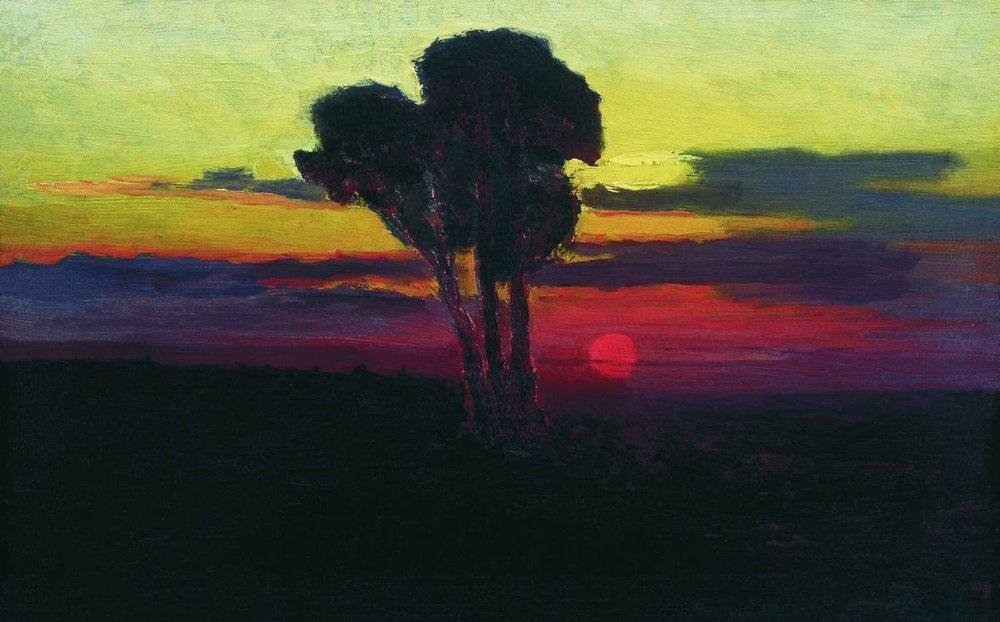
Kouïndji, Coucher de soleil avec arbres 1876 1890

Les œuvres des artistes russes des xvie – xixe siècles ouvrent l'exposition. La collection des icônes permet de découvrir les traits caractéristiques des icônes russes ; de plus, les croix, les châssis complètent les connaissances sur l'art de la Russie ancienne.
L'évolution de la peinture profane du XVIIIe siècle peut être perçue dans la galerie des portraits (les œuvres de Carl-Ludwig Christinek (en), L. Caravaque, A. P. Antropov). L'art de la première moitié du XIXe siècle est représenté par le tableau d'autel de Karl Briullov L'Apôtre Pierre, des paysages orientaux de M. Vorobiev, des toiles romantiques d'Ivan Aïvazovski.
La fierté du musée est la collection d'art de la deuxième moitié du xixe – début du XXe siècle représentée par les toiles de Kramskoï, Répine, Sourikov, Lévitan, Polénov, Makovski, M. Klodt, S. Gribkov (en), N. Skladovski (en), Chichkine, Kouïndji, N. Kouznetsov, Apollinari Vasnetsov, Korovine, I. Machkov et M. Sarian. Le musée peut également se vanter d'une quantité considérable des dessins d'A. Benois, de Vroubel, Stepan Galaktionov (ru), ou V. Maté. Quant à la sculpture russe, les compositions de genre en bronze d'E. Lanceray, le buste de marbre de Galitzine taillé par B. Cavaceppi, la sculpture de parc en marbre de Maria Dillon (en) sont les plus intéressants et les plus précieux.
Une partie majeure des fonds du musée renvoie les visiteurs à l'art soviétique, dont le département a été formé dans l'après-guerre. Les travaux de grands maîtres des années 1920-1980 définissant le développement de l'art soviétique des périodes différentes, constituent la base de la collection soviétique. La section tout à fait à part est consacrée à l'œuvre des artistes du Don, tels que A. S. Koulaguine (ru), V. F. Chtcherbakov, V. M. Klénov (ru), B. T. Sporykhine (ru), T. F. Tériaev (ru), E. Y. Pokidtchenko (ru), V. F. Korobov (ru), A. V. Timophéïev, A. S. Légostaïev (ru), V. P. Azarine, O. M. Lousséguénov (ru), V. A. Markine, B. P. Belmagov, V. I. Akimenko, V. D. Kalinine, S. Skoptsov (ru), E. G. Tcharski (ru) et I. A. Tcharskaïa (ru).